# Charles Joseph Sainte-Claire Deville
Charles Joseph Sainte-Claire Deville (Santo Tomás, 26 de febrero de 1814 - París, 10 de octubre de 1876) fue un geólogo y meteorólogo francés.

## Biografía
Nació el 26 de febrero de 1814 en la isla de Santo Tomás (Indias Occidentales), donde su padre era cónsul de Francia. Fue educado en la escuela Rollin de París junto con su hermano Henri y en la Escuela de Minas. En 1855 comenzó a ayudar a Élie de Beaumont en sus clases de geología en el Colegio de Francia y le sustituyó en 1874. Investigó el fenómeno volcánico, especialmente la emanación de gases, y las variaciones de temperatura en la atmósfera y el océano. Murió el 10 de octubre de 1876 en París.

## Algunas publicaciones
- Études géologiques sur les îles de Ténériffe et de Fogo suivi d'une statistique abrégée des îles du Cap-Vert et d'une notice bibliographique Archivado el 2 de abril de 2015 en Wayback Machine., Paris, Gide (1848)

- Voyage géologique aux Antilles et aux îles de Ténériffe et de fogo (1848–1859)

- Recherches sur les principaux phénomènes de météorologie et de physique terrestre aux Antilles (1849)

- Les Éruptions actuelles du Volcan de Stromboli (1858)

- Sur les variations périodiques de la température (1866)

- [http://jubilotheque.upmc.fr/ead.html?id=GH_000415_001 Archivado el 3 de marzo de 2016 en Wayback Machine. Coup d'oeil historique sur la géologie et sur les travaux d'Élie de Beaumont : lecons professées au Collége de France (mayo-julio 1875) (1878)

- Lettres à Élie de Beaumont sobre la erupción del Vesuvio

## Honores

### Eponimia
- Promontorio Deville, en la Luna